# Vers rapporté
Les vers rapportés  sont des vers poétiques dont des éléments, outre leurs rapports « horizontaux » ordinaires, en entretiennent d’autres, « verticaux », avec leurs correspondants du vers précédent ou du vers suivant. 
Savant, crypté ou ludique, ce dispositif combine, selon des formules variables, une lecture linéaire habituelle, qui n’est parfois qu’un leurre, et une « lecture en colonne », qui révèle le sens véritable du texte. 
Par exemple, ce début de l’épitaphe qu’Etienne Jodelle dédie à Clément Marot : 
```
                          Quercy,       la cour,         Le Piémont,          l’Univers
                          Me fit,       me tient,        m’enterra,           me connut.
```

Se lit de la manière suivante : 
```
Quercy me fit, la cour me tient, le Piémont m’enterra, l’Univers me connut.
```

Pratiqués en France, dans la poésie latine dès le début du XIIIe siècle, les vers rapportés apparaissent en Italie au XVe siècle. Ce sont surtout les auteurs de la Pléiade  qui les ont utilisés.